# Avena clauda
Avena clauda är en gräsart som beskrevs av Michel Charles Durieu de Maisonneuve. Avena clauda ingår i släktet havren, och familjen gräs. Inga underarter finns listade i Catalogue of Life.